# 馬孟禎
馬孟禎（？年—1633年），字泰符，一作六符，號皖完，直隸桐城縣人。明朝末年政治人物。萬曆戊戌進士，官至太僕寺少卿，有《桐城馬太僕奏略》。

## 生平
萬曆二十五年丁酉科應天鄉試舉人，二十六年（1598年），馬孟禎考中戊戌科進士，都察院觀政，獲任江西分宜縣知縣，即將受召入朝廷時，由於上繳征賦不足，遭戶部尚書趙世卿彈劾，於是被削職。僅過三天，百姓的稅便全繳清，得到鄒元標與萬國欽等人大力誇讚。萬曆三十六年（1608年）續任廣西道監察御史。馬孟禎上奏疏論文選郎王永光、儀制郎張嗣誠、都給事中姚文蔚、陳治則等人攀附權貴而被提拔、南京右都御史沈子木年近八十還沒有辭官。
萬曆三十八年（1610年），為河東巡鹽御史。
萬曆三十九年（1611年）四月，怡神殿發生火災，馬孟禎提出建言與警語，但未能受到重視。
吏部侍郎蕭雲舉協同京察時有包庇的行為，馬孟禎率先上疏彈劾，後來談論的人越來越多，蕭雲舉便辭職離去。
萬曆四十二年冬天（1614年），考核選拔科道官，中書舍人張光房、知縣趙昌運、張廷拱、曠鳴鸞、濮中玉等人被以言論不合時宜，未能受到認同。馬孟禎為此打抱不平，上疏評論。當時三黨的勢力龐大，馬孟禎遭到忌憚，被調廣東按察司副使，稱病未能赴任。
天啟二年（1622年），馬孟禎獲起用為南京光祿寺少卿，次年改太僕寺少卿，遭遇喪事返鄉。魏忠賢得勢後，御史王業浩趁機彈劾馬孟禎，於是馬孟禎被剝奪官位。崇禎初年，恢復官職。

## 相關考證
馬孟禎梁本禎作楨。按進士題名碑錄應為馬孟禎。

## 性格
馬孟禎與同鄉左光斗友好，有《过马皖公侍御古唐山庄》诗。他少時貧窮，後來有所成就，仍然家無餘財。馬孟禎因曾被趙世卿壓制之事，懷恨在心，成為御史後便立即上疏彈劾趙世卿，時人以為其狹隘。

## 家族
曾祖马宪。祖馬騑。父馬信一。孫馬之瑛，崇祯進士。

## 延伸阅读
[在维基数据编辑]
 《明史卷二百三十》，出自《明史》

## 外部連結
- 《明實錄神宗實錄》 （页面存档备份，存于）